# ダーウェンFC
ダーウェン・フットボール・クラブ（Darwen Football Club）はかつてイングランド北西部・ランカシャー州にある都市ブラックバーン・ウィズ・ダーウェンを本拠地としていたサッカークラブチームである。
1891-92シーズンにフットボールリーグに初参加するもそのシーズンに最下位となり、1年で降格した。2部では1年で再昇格するがその次の1893-94シーズンも1年で降格した。1898-99シーズンに2部からも降格、その後、トップディヴィジョンはおろか4部までのプロリーグに戻ってくることも無く、2009年に解散した。
現在は後継クラブのAFCダーウェンが活動している。

## タイトル

### 国内タイトル
- ランカシャー・コンベイション

1931,1932
- ランカシャー・リーグ

1902

### 国際タイトル
- なし